# Línea 4 (Santa Fe)
Línea 4 es una línea de transporte urbano de pasajeros de la ciudad de Santa Fe, Argentina. El servicio está actualmente operado por Autobuses Santa Fe S.R.L.

## Recorridos

### 4
Servicio diurno y nocturno.
Recorrido: Azcuénaga - Defensa - Reg. 12 de Infantería - Av. Gral.Paz - Av.Galicia - Sarmiento - Hernandarias - Belgrano - Av.Galicia - Av. A. del Valle - M. Comas - San Jerónimo - Salta - Saavedra - 3 de Febrero - J. D. de Solís - J. J. Paso - 9 de Julio - Santiago del Estero - Rivadavia - Pedro Vittori - J. del Campillo - Av. A. del Valle - Castelli - Necochea - Av.Galicia - Av. Gral.Paz - Javier de la Rosa - Riobamba-Riobamba y Azcuénaga (Parada) 
Recorrido después de las 21 horas:
De recorrido habitual por N. Rodríguez Peña - Independencia - Zavalía a recorrido habitual.

### Combinaciones
Con la Línea 3 a Las Flores I, en 9 de Julio y General López; con la Línea 13 desde el sur, en Obispo Gelabert y San Jerónimo.